# Гуманенко, Владимир Поликарпович
Влади́мир Полика́рпович Гумане́нко (1911—1982) — советский военнослужащий, участник Великой Отечественной войны, капитан 1-го ранга. Герой Советского Союза.

## Биография
Родился 27 июля 1911 года в посёлке Скадовск, в семье рабочего. Украинец. Член ВКП(б) с 1941 года. Окончив 7 классов, работал слесарем-водопроводчиком.
В Военно-Морской Флот призван по комсомольскому набору в 1933 году Симферопольским горвоенкоматом Крымской АССР РСФСР. Служил матросом, боцманом. В 1935 году окончил курсы командиров торпедных катеров. В 1939 году по окончании курсов подготовки командного состава Краснознамённого Балтийского флота в Кронштадте получил звание лейтенанта.
Участник Великой Отечественной войны с июня 1941 года. 13 июля, 1 августа и 27 сентября 1941 года отряд 2-го дивизиона торпедных катеров Балтийского флота под командованием старшего лейтенанта Владимира Гуманенко вёл бои с вражескими кораблями, потопив при этом два больших транспорта и два миноносца, повредив два миноносца и баржу с танками. В общей сложности за годы войны им было потоплено 30 вражеских кораблей.
Кроме того, Владимир Поликарпович первым в Великой Отечественной войне осуществил боевые действия при 6-балльном шторме, а также впервые использовал темноту в качестве прикрытия для манёвров торпедных катеров.
Был представлен к званию Героя Советского Союза за разгром немецкой эскадры, в ходе которой, по оценкам советского командования, был потоплен вражеский крейсер[какой?] и лидер миноносцев. Указом Президиума Верховного Совета СССР «О присвоении звания Героя Советского Союза начальствующему составу Военно-морского флота» от 3 апреля 1942 года за «образцовое выполнение боевых заданий командования на фронте борьбы с немецкими захватчиками и проявленные при этом отвагу и геройство» удостоен звания Героя Советского Союза с вручением ордена Ленина и медали «Золотая Звезда».
Войну закончил в звании капитана 3 ранга, командуя отрядом торпедных катеров. Участвовал в Параде Победы.

Могила Гуманенко и его жены

После войны продолжал службу в ВМФ СССР. Командовал дивизионом торпедных катеров. В 1951 году окончил Каспийское высшее военно-морское училище. В 1951 году В. П. Гуманенко присвоено звание капитана 1-го ранга, и он был назначен командиром бригады торпедных катеров Черноморского флота. В 1954—1955 годах командовал бригадой торпедных катеров Балтийского флота. В 1955 году направлен на учёбу и в 1956 году окончил академические курсы офицерского состава при Военно-морской академии. Служил на Тихоокеанском флоте, на Камчатке.
С 1962 года капитан 1-го ранга Гуманенко В. П. — в запасе, а затем в отставке. Жил в городе-герое Ленинграде.
Скончался Гуманенко В. П. 17 февраля 1982 года. Похоронен на Южном кладбище Санкт-Петербурга.

## Награды
Награждён орденом Ленина, четырьмя орденами Красного Знамени, орденами Ушакова 2-й степени (№ 12), Александра Невского, Отечественной войны 1-й степени, Красной Звезды, медалями.

## Память
- В музее города Скадовска установлен бюст Героя, его имя было присвоено морской школе ДОСААФ в городе Херсоне[1].
- В г. Скадовске существует ул. Гуманенко.
- В мае 1994 года был поднят Андреевский флаг на морском тральщике «Владимир Гуманенко» — корабле проекта 12.660 «Рубин» с уникальным оборудованием, предназначенным для противоминного обеспечения боевых кораблей. В ноябре 2000 года «Владимир Гуманенко» вошёл в состав Северного флота. В 2005 году морской тральщик «Владимир Гуманенко» стал подшефным кораблём города Климовска Московской области[3].
- Сыном Владимира Поликарповича Гуманенко, Леонидом Владимировичем, был создан музей отца в квартире, где он проживал, и написана книга «По отцовскому следу».
- В. П. Соловьёв-Седой дружил с Гуманенко и посвятил ему песню «Вечер на рейде».
- Имя Героя Советского Союза увековечено в мемориале «Воинам-катерникам», Севастопольская гавань, г. Балтийск.
- Его имя увековечено на мемориальной доске с именами Героев Советского Союза бригады морских торпедных катеров Балтийского флота, на Аллее Славы у Адмиралтейства в городе Кронштадт[1].